# Karen Araya
Karen Andrea Araya Ponce (Puente Alto, 16 ottobre 1990) è una calciatrice cilena, centrocampista del Nantes e della nazionale cilena.

## Carriera
Araya inizia a vestire, quattordicenne, la maglia del Mirador del Maipo dal 2004 riuscendo a mettersi in luce, ottenendo l'anno successivo la convocazione nella selezione di Puente Alto per poi essere chiamata, come parte della delegazione, seguito della nazionale cilena Under-20 che disputa il campionato sudamericano femminile Under 20 di calcio 2006 a Viña del Mar. Successivamente ha giocato in un torneo femminile al Colegio Politécnico Eyzaguirre de Puente Alto prima di trasferirsi alla sua prima squadra professionistica iscritta al campionato cileno femminile di calcio.
Nel 2007 firma un accordo con l'Unión La Calera, disputando la stagione successiva il primo campionato di Primera División nella quale mette a segno 34 reti in 26 partite, per trasferirsi nel 2010 al Colo-Colo, squadra con la quale, in due momenti diversi della carriera vince 6 titoli nazionali e la Coppa Libertadores 2012. In quello stesso anno viene scelta dal Círculo de Periodistas Deportivos de Chile come la migliore atleta di calcio femminile del paese. Successivamente si trasferisce al Santiago Morning, rimanendovi fino al 2016. Nel 2017 torna al Colo-Colo e viene riconosciuta, questa volta dalla Federcalcio cilena, nuovamente miglior atleta di calcio femminile dopo il voto dell'Asociación de Jugadoras de Fútbol Femenino (ANJUFF).
Trasferitasi all'estero per la prima volta in carriera, dopo un breve periodo in Brasile all'Audax, nell'estate del 2018 viene ingaggiata dal Siviglia, squadra con la quale disputa il campionato di Primera División 2018-2019.
Nel 2019 torna in patria, nuovamente al Santiago Morning, club con cui vince il campionato di Primera División 2019 e il Torneo de Transición 2020.
Nel gennaio 2022 torna in Spagna, sempre al Siviglia. La sua seconda esperienza in Andalusia si conclude dopo appena sei mesi in quanto, il 5 luglio 2022, firma un contratto con il Madrid CFF.
Tre anni dopo, l'11 agosto 2025, lascia la  penisola iberica per trasferirsi in Francia, al Nantes.

## Palmarès

### Competizioni nazionali
- Campionato cileno femminile: 8

Colo-Colo: Torneo 2010, Apertura 2011, Clausura 2011, Apertura 2012, Clausura 2012, Apertura 2017
Santiago Morning: 2019, 2020

### Competizioni internazionali
- Coppa Libertadores: 1

Colo-Colo: 2012